# Северная Меса
Се́верная Ме́са (исп. Mesa del Norte) — плоскогорье в Мексике и США, в северной части Мексиканского нагорья, между Восточной и Западной Сьерра-Мадре.
Плоскогорье включает в себя обширные плоские котловины (больсоны) и отдельные горные хребты. Днища котловин лежат на высоте 600 м на севере и 2000 м на юге. Относительная высота хребтов составляет 600—1000 м. Большая часть территории орошается эпизодическими водотоками (сток в океан имеет только река Рио-Гранде с притоком Кончос). В котловинах господствует пустынная растительность, на склонах гор — редкостойные сосновые и дубовые леса. Имеются месторождения золота и полиметаллических руд.